# 拉氏𩷶
拉氏𩷶，為輻鰭魚綱鯰形目𩷶鯰科的其中一種，為熱帶淡水魚，分布於亞洲湄公河及湄南河流域，體長可達130公分，棲息在河川底層水域，以魚類、甲殼類、貝類及植物等為食，會進行季節性洄游，生活習性不明，可作為食用魚及養殖魚類。

## 扩展阅读
維基物種上的相關：拉氏𩷶